# Абян
Абян (на арабски: أبين) е една от 19-те области на Йемен. Площта ѝ е 16 500 км², а населението ѝ е 543 100 жители (по оценка от 2012 г.). Разделена е на 11 окръга. Разположена е в часова зона UTC+3. Официален език е арабският, а администратевн център е град Зинджибар.
От XV век днешната област е ядрото на султаната Фадли, който през XIX век става британски протекторат, а през 1967 година е включен в новосъздадената република Южен Йемен. Най-гъстонаселена е югозападната част на областта, където във вътрешната делта на Уади Бана са изградени напоителни съоръжения, даващи възможност за земеделско производство. От края на XX век в този район се планират различни инвестиционни проекти за напоителна инфраструктура с чуждестранно финансиране, които така и не са осъществени, заради политическата нестабилност в страната.